# Tom Dwan
Thomas Dwan Jr. (Edison, Nueva Jersey, Estados Unidos, 30 de julio de 1986), más conocido por su alias en línea «durrrr», es un jugador profesional de póquer estadounidense. Alcanzó notoriedad por su actividad en los niveles más altos de Texas hold 'em sin límite y Omaha con bote limitado en Full Tilt Poker, y por sus apariciones en programas como Poker After Dark, Million Dollar Cash Game y High Stakes Poker.

## Trayectoria

### Inicios y juego en línea/televisión
Dwan inició su carrera en el póquer en línea en la adolescencia y se especializó en partidas de cash de altos límites. Su presencia en mesas televisadas le dio proyección internacional, especialmente en Poker After Dark y High Stakes Poker. En septiembre de 2009 ganó un bote cercano a 1,1 millones de dólares en el Million Dollar Cash Game, uno de los mayores de la época en televisión. En junio de 2023 protagonizó el que diversos medios calificaron como el mayor bote del póquer televisado en directo (US$ 3,1 millones) durante el Million Dollar Game de Hustler Casino Live.

### Team Full Tilt
Fue presentado como miembro de Team Full Tilt en noviembre de 2009. Tras la reapertura de la sala en 2012, se anunció su regreso como parte del grupo «The Professionals», junto con Viktor «Isildur1» Blom. En diciembre de 2013, Dwan y Full Tilt separaron sus caminos.

### Torneos presenciales
Aunque su especialidad es el cash game, Dwan ha logrado resultados notables en torneos en vivo en distintos circuitos internacionales. En mayo de 2022 consiguió su primer título en las Triton Poker Series celebradas en Madrid.

### High Stakes Duel
En agosto de 2021, en High Stakes Duel III (PokerGO), Dwan puso fin a la racha invicta de Phil Hellmuth en el formato. En enero de 2022, Hellmuth ganó la revancha televisada. Ese año también se programó un duelo posterior de mayor buy-in dentro del mismo formato.